# Acido di Meldrum
L'acido di Meldrum (nome sistematico 2,2-dimetil-1,3-diossan-4,6-dione), noto anche come malonato di isopropilidene, è un diestere ciclico dell'acido malonico, più precisamente è un bis(δ-lattone) geminale avente formula molecolare C6H8O4.

## Sintesi
L'acido di Meldrum fu sintetizzato per la prima volta nel 1908 da Andrew Norman Meldrum per condensazione dell'acido malonico con acetone in anidride acetica e acido solforico.
Meldrum lo aveva erroneamente identificato come un β-lattone dell'acido β-idrossiisopropilmalonico.

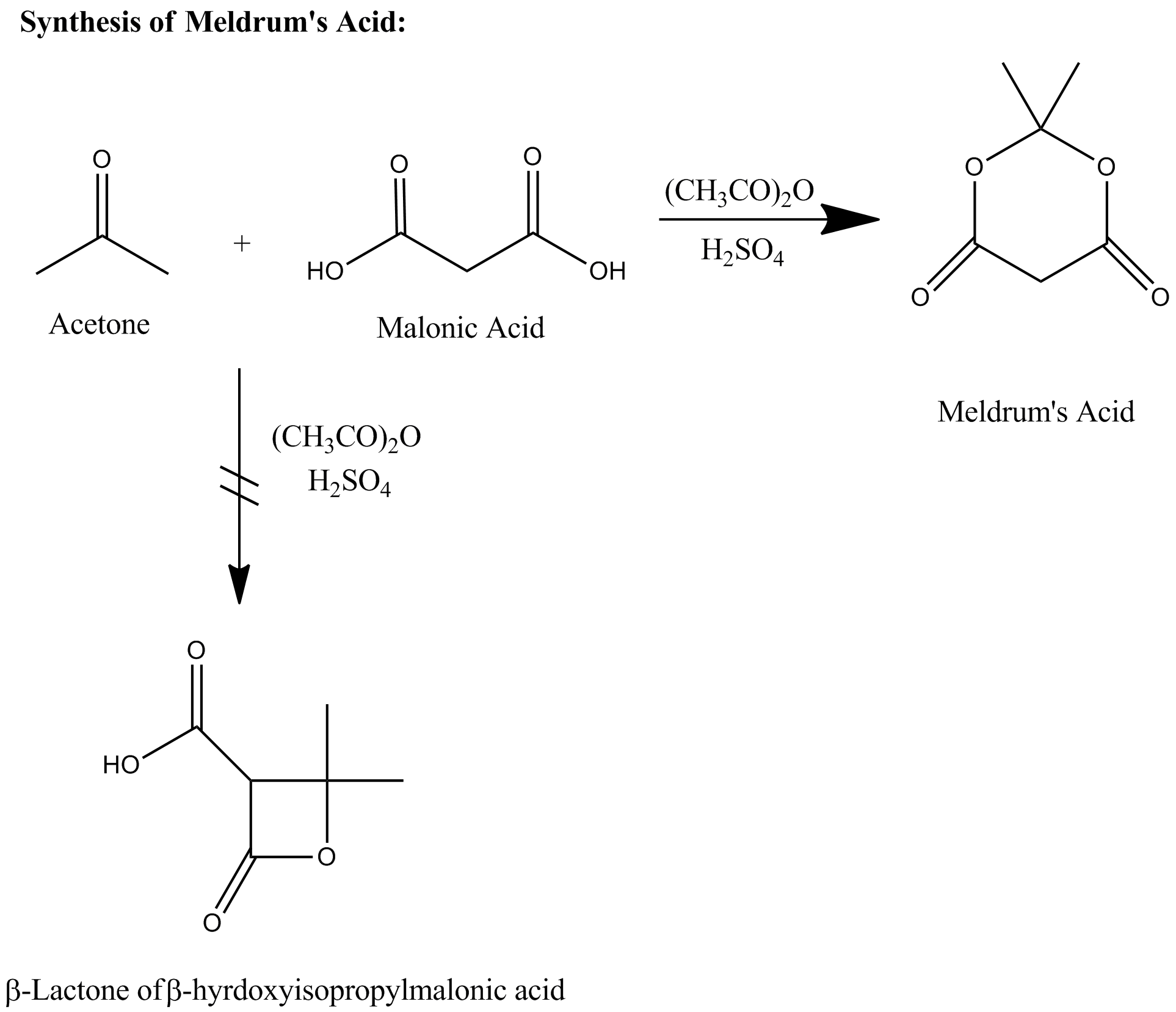
Sintesi dell'acido di Meldrum (in basso è indicata la formula di struttura errata attribuita da Meldrum a tale composto.

L'acido di Meldrum può essere sintetizzato anche a partire da acido malonico, isopropenil acetato e acido solforico catalitico.

## Acidità
L'acido di Meldrum presenta una notevole acidità rispetto agli altri esteri e diesteri. L'acidità dell'acido di Meldrum (pKa 7.32)  deriva dal fatto che la struttura rigida non permette la rotazione intorno al legame tra il carbonile e l'ossigeno. Questo comporta che i dipoli presenti, dovuti alla diversa elettronegatività tra ossigeno e carbonio, si sommino tra loro con un effetto destabilizzante. Per fare un confronto lo stesso tipo di problema si riscontra nel malonato di metile (o d'etile) ma la libertà di rotazione del legame porta a diminuire i dipoli. Con una differenza di energia tra le strutture di 8,5 kcal/mol (che diventano 6 in presenza di solvente). Quando deprotonando si ha un carbanione esso è stabilizzato per risonanza tra i due carbonili e la destabilizzazione dovuta ai dipoli scompare, dando luogo ad un carbanione che presenta una differenza di energia rispetto al corrispettivo anione del malonato, di sole 2,5 kcal/mol. Questa differenza di stabilità porta ad una differenza di 8-9 unità di pKa rispetto agli altri esteri malonici.

## Utilizzi
A causa della sua elevata acidità relativa, l'acido di Meldrum viene utilizzato come reagente nella condensazione di Knoevenagel.